# Cadangpinggan
Cadangpinggan is een bestuurslaag in het regentschap Indramayu van de provincie West-Java, Indonesië. Cadangpinggan telt 2660 inwoners (volkstelling 2010).